# Osduc IV
Osduc IV – трубопровід для транспортування зріджених вуглеводневих газів у бразильському штаті Ріо-де-Жанейро.
В районі Макае розташований газопереробний завод Cabiúnas, котрий здійснює підготовку газу, постаченого з офшорних родовищ (і в тому числі супергігантського Лула). Виділена ним суміш зріджених вуглеводневих газів спрямовується до нафтопереробного/нафтохімічного комплексу Дукі-Ді-Кашіас (REDUC) на північній околиці Ріо-де-Жанейро, де з початку 2000-х діють дві установки фракціонування. Останні виділяють етан (потрібен місцевому піролізному виробництву), пропан (споживається для піролізу, а також як паливо), бутан, ізопентан (використовують як присадку до високооктанового пального), пентан та більш важкі вуглеводні (сировина для установок парового крекінгу, котрі піддають піролізу газовий бензин).
Для постачання фракціонаторів кілька років використовували трубопровід Osduc II, а з 2011 року ввели в дію систему Osduc IV. Для цього перепрофіліювали газопровід Gasduc I довжиною 183 км з діаметром 400 мм, введений у дію ще 1982-го року (в той же період – у 2010-му – для подачі підготованого газу із Cabiúnas до Ріо-де-Жанейро запустили трубопровід Gasduc III значно більшого діаметру 950 мм). Перетворення Gasduc I на Osduc IV потребувало прокладання трьох нових ділянок загальною довжиною 6 км.
Osduc IV працює із тиском 8,4 МПа  та здатен транспортувати 750 м3 на годину.